# Fonction OUI
 (septembre 2016).
Si vous disposez d'ouvrages ou d'articles de référence ou si vous connaissez des sites web de qualité traitant du thème abordé ici, merci de compléter l'article en donnant les références utiles à sa vérifiabilité et en les liant à la section « Notes et références ».
La fonction OUI est un opérateur logique de l'algèbre de Boole. À un opérande, qui peut avoir la valeur VRAI ou FAUX, il associe un résultat qui a la même valeur que celle de l'opérande.

## Équation
{\displaystyle L=a}

## Illustration
La lampe est montée en série avec un interrupteur NO (normalement ouvert), elle s'allume quand le contact « a » est fermé.

Fonction OUI
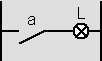
Illustration de principe
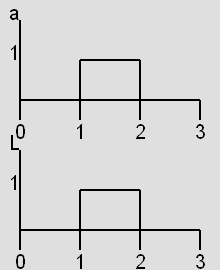
Chronogramme

## Symbole
———-a——|_1_|——L———
Si a=0 alors L=0
Si a=1 alors L=1